# Вольф, Шарль де
Шарль де Вольф (нидерл. Charles de Wolff; 19 июня 1932, Онстведде — 23 ноября 2011, Зволле) — нидерландский органист и дирижёр.
Изучал фортепиано и орган в консерваториях Амстердама и Утрехта (в том числе у Антона ван дер Хорста), затем учился в Париже у Жанны Демессьё. В 1965 г. был удостоен первой премии на международном конкурсе Gaudeamus. В 1968 г. получил нидерландскую премию звукозаписи «Эдисон» за диск с произведениями Иоганна Себастьяна Баха. Известен также как первый исполнитель органных сочинений Оливье Мессиана в Нидерландах.
С 1965 г. дирижёр Нидерландского Баховского хора. Дирижировал хором, в частности, при исполнении Коронационной мессы Моцарта при коронации королевы Нидерландов Беатрикс (1980).